# Geranoididae
I geranoididi (Geranoididae) sono un gruppo di uccelli estinti, appartenenti ai gruiformi. Vissero nell'Eocene inferiore e medio (50-45 milioni di anni fa) e i loro resti sono stati ritrovati in Nordamerica e in Europa.

## Descrizione
L'aspetto di questi animali, conosciuti principalmente per ossa delle zampe, doveva ricordare quello di un'odierna gru. Le loro dimensioni, in genere, rasentavano quelle dell'attuale gru antigone (Grus antigone) e quindi rappresentavano dei gruiformi di grossa mole. Benché la loro morfologia sia sostanzialmente sconosciuta, le ossa delle zampe denotano alcuni caratteri primitivi che li pongono alla base dell'ordine dei gruiformi. La maggior parte dei geranoididi erano dotati di ali particolarmente corte e di lunghe zampe posteriori.

## Classificazione
La famiglia Geranoididae venne istituita da Alexander Wetmore nel 1933. Nonostante le dimensioni già cospicue, questi gruiformi potrebbero essere stati all'origine di altri gruppi estinti di dimensioni minori (Bathornitidae, Idiornithidae), così come di altre famiglie molto specializzate (Eogruidae, Ergilornithidae) o forse del ramo che poi ha condotto alle vere gru (Gruidae). Le forme più note sono le nordamericane Geranoides e Paragrus e l'europea Galligeranoides.

## Paleoecologia
La maggior parte dei geranoididi era incapace di volare ma possedevano probabilmente spiccate attitudini alla corsa veloce, a causa delle lunghe zampe e delle ali corte. Erano probabilmente animali erbivori,  con uno stile di vita simile a quello degli odierni ratiti. Sembra che i geranoididi fossero abitanti delle foreste, uno stile di vita curiosamente presente in ratiti loro contemporanei come Palaeotis e Remiornis. I geranoididi erano comuni in Nordamerica, dove i ratiti erano assenti, e rari in Europa, dove invece erano presenti i ratiti; è possibile che la nicchia ecologica di questi animali fosse molto simile, anche se alcuni ratiti europei dell'Eocene erano carnivori.